# Färöisk krona
Färöisk krona (Fkr – føroysk króna) är den valuta som används på Färöarna. Den officiella valutakoden är DKK, men färöisk krona förkortas i regel FKr. 1 króna = 100 oyrur.
Valutan infördes enligt lagändring 1949 och trycktes för första gången 1951 och efter lagbeslut kan den kvarstå även om Danmark övergår till euro.[källa behövs]
Valutan har en fast växelkurs till 1 DKK, dvs 1 FKr = 1 DKK.
Färöiska kronor skiljer sig från danska kronor endast för sedlar, och de har sedlar med färöiska motiv. Danska sedlar är egentligen "utländsk valuta" på Färöarna men kan accepteras i butiker.[källa behövs]
Eftersom valutan inte är självständig har den inte någon ISO 4217-valutakod utan DKK används. Elektroniska pengar, bankkonton och liknande, har ändå en slags gräns mellan Färöarna och Danmark. Pengar i DKK i färöiska banker räknas som färöiska kronor. Färöarna har egna koder för IBAN och BIC, och överföring mellan länderna räknas som internationella betalningar, och det är internationella avgifter för detta, som inte heller täcks av EU:s SEPA-regler.

## Användning
Valutan ges ut av Danske Nationalbanken – DNB i samarbete med den Färöiska landsbanken – LBF med huvudkontor i Torshamn. Den färöiska kronan har samma värde som den danska, men kan inte användas som betalmedel i Danmark men växlas avgiftsfritt till dansk valör i Danska Nationalbanken. Det är en allmän rekommendation för besökare att växla in sina färöiska kronor på flygplatsen eller färjan vid hemresa.

## Valörer
- mynt: 50øre, 1, 2, 5, 10 och 20 kroner, mynten som används är samma som används i Danmark, Färöarna har inte egna mynt. [2][1] Färöiska mynt har förekommit, särskilt under Andra Världskriget.[källa behövs]
- sedlar: 50, 100, 200, 500 och 1.000 FKr [1]